# بوری کریک
بوری کریک (به انگلیسی: Boree Creek) یک شهرک در استرالیا است که در نیو ساوت ولز واقع شده‌است.